# برزوفا بود برادلوم
برزوفا بود برادلوم مدينة في غرب سلوفاكيا وتتبع أقليم ترنشين.

## وصلات خارجية
- الموقع الرسمي لمدينة برزوفا بود برادلوم